# Simpson Horror Show
Le Simpson Horror Show (France) ou Spécial d'Halloween (Québec), nommé Treehouse of Horror en version originale (litt. La Cabane de l'Horreur), est un épisode spécial de la série animée américaine Les Simpson. Cet épisode est diffusé traditionnellement aux alentours d'Halloween lors de chaque saison de la série, depuis la deuxième saison. Chaque épisode dispose d'une structure similaire englobant trois histoires, parfois connectées entre elles au travers d'un fil rouge.

## Scénario
La famille Simpson est généralement entraînée dans différentes situations surnaturelles, d'horreur, de science-fiction ou parodiques, oubliant alors toute notion de réalisme. Les épisodes Horror Show diffèrent des autres dans la mesure où ils ne montrent aucune continuité avec le reste des épisodes bien qu'ils en reprennent plus ou moins l'univers. Les différents personnages de la série y tiennent souvent un rôle humoristique et sont régulièrement tués par des zombies, des monstres ou toute autre créature imaginée par les scénaristes. La séquence d'ouverture s'en retrouve également modifiée : dans un des épisodes d'Halloween, Bart tombe en sautant sur la voiture d'Homer, Lisa roule sur Bart, s'envole et se plante dans le mur, Marge fonce volontairement sur Homer dans le garage. On peut également voir la famille s'entretuer ou encore apercevoir des personnages secondaires mourir lors de ces séquences. Tout dépend des histoires, les personnages ne meurent pas mais ils connaissent un triste sort : Bart est enfermé dans un asile pour le reste de sa vie ou encore dans le grenier de la maison, Homer a la tête transformée en donut et peut même être mangé, la famille entière se retrouve congelée en pleine montagne, les habitants de Springfield sont réduits en esclavage par les aliens ou exilés dans les océans… M. Burns apparaît dans presque tous les épisodes d'Halloween, y incarnant le méchant de l'histoire ou en se montrant, comme il l'est naturellement, diabolique.

## Évolution au cours des saisons
Le nom Treehouse of Horror ferait référence à la cabane située dans le jardin des Simpson à la suite du premier Simpson Horror Show, diffusé le 25 octobre 1990 aux États-Unis, où Bart et Lisa sont dans leur cabane dans l'arbre en train de se raconter des histoires effrayantes. Ce premier épisode d'Halloween peut être considéré comme canonique car les histoires sont racontées et sont entrecoupées par les commentaires de Bart et Lisa, disant que cela ne leur a pas fait peur. Une tradition s'installe alors lors des saisons suivantes, les Simpson Horror Show suivants portant le même titre mais étant numérotés par des chiffres romains. Durant le deuxième Simpson Horror Show, les histoires représentent les cauchemars de Lisa, Bart et Homer après avoir mangé trop de bonbons, le fil rouge de cet épisode montrant les enfants se rejoindre dans un lit commun à cause de leurs cauchemars, jusqu'à rejoindre finalement le lit de leurs parents. Cependant, cet épisode n'est pas canonique : en effet, à la fin, Homer découvre avec horreur que la tête de M. Burns lui a été greffée sur son cou, son cauchemar étant donc bien réel.
Le troisième Simpson Horror Show reprend également cette formule où les histoires sont racontées par différents membres de la famille Simpson durant une fête d'Halloween, aucun événement surnaturel ne se déroulant durant la fête. Après le Simpson Horror Show IV, les épisodes d'Halloween contiennent une introduction et les histoires se suivent directement entre elles. On peut également noter que durant les Simpson Horror Show I, II, III, IV et V, Marge, Homer ou encore Bart avertissent le public que le contenu de l'épisode est effrayant et que les enfants ne doivent pas les regarder. En France, cet avertissement est indiqué par les chaînes avant la diffusion pour les épisodes des Simpson Horror Show VI, VII, VIII, IX, et X. Depuis la saison 12 et les Simpson Horror Show XI, les épisodes ne comportent plus cet avertissement avant diffusion mais sont directement déconseillés aux moins de 10 ans.